# Smyrnium heterophyllum
Smyrnium heterophyllum är en flockblommig växtart som beskrevs av Dc. Smyrnium heterophyllum ingår i släktet vinglokor, och familjen flockblommiga växter. Inga underarter finns listade i Catalogue of Life.